# 나카구 (요코하마시)
나카구(일본어: 中区 나카쿠[*])는 일본 가나가와현 요코하마시의 구이다. "나카"는 "중앙"이나 "중심"을 의미하는 일본어이다. 요코하마시의 중심부에 위치하며 가나가와현청과 요코하마시청의 소재지이기도 하다.

## 개요
1927년 10월 1일에 구제 시행으로 요코하마시 최초의 구로 탄생했다(동시에 탄생한 다른 구는 이소고구(磯子区), 가나가와구(神奈川区), 쓰루미구(鶴見区), 호도가야구(保土ヶ谷区)이다).
구내에는 에도 시대 말부터 쇼와 시대 초기에 건설된 양관이 많이 있으며 그 아름다운 경관은 국외에서도 이름 나 있다. 세계 최대의 차이나타운이 있다. 역사적으로 국제적인 지역으로 인구의 약 10%가 외국 사람이다. 유명한 번화가도 많이 있다. 특히 이세자키정(伊勢佐木町)은 가수인 유즈가 데뷔하기 전에 노상 연주를 하던 거리로 알려져 있다. 이세자키정에는 유즈의 기념비가 있다.

## 지리
요코하마시의 동쪽 해안 반도에 위치한다. 서쪽으로 니시구, 미나미구, 이소고구와 접한다.
북부 평지에는 비즈니스 거리, 번화가, 주택가로 이루어져 있다. 중남부 내륙 산간 지대는 예로부터 주택가였다. 해안가의 땅은 모두 매립되었다. 북쪽에는 주요 관광지 중 하나인 야마시타 공원이 있고 남쪽은 부두, 석유 정제소 등이 있는 중화학 공업 지대로 요코하마항의 중심을 이룬다. 오카강의 분류인 나카무라강이 구의 북부를 가로지른다. 네기시선, 미나토미라이선, 게이큐 본선과 같은 철도와 국도, 지방도가 나카구를 통과하며 구의 교통 수단 역할을 한다.

## 역사
- 1859년 - 요코하마가 개항되었다.
- 1899년 - 외국인 거류지가 회수되었다.
- 1927년 10월 1일 - 요코하마에 구제가 시행되면서 나카구가 설립되었다.
- 1930년 - 야마시타 공원이 개원하였다.
- 1936년 10월 1일 - 가마쿠라군 나가노촌을 편입하였다.
- 1943년 12월 1일 - 미나미구가 분구, 독립하였다.
- 1944년 4월 1일 - 니시구가 분구, 독립하였다.
- 1945년 5월 29일 - 요코하마 대공습으로 14,157명의 사상자, 실종자가 발생하였다.
- 1945년 - 구 면적의 74%, 항만의 90%를 미군이 차지하였다.
- 1982년 3월 31일 - 혼모쿠, 신야마시타 지구가 반환되어 주택지 등이 축조되었다.

## 교통

### 철도
- 동일본 여객철도
  - 네기시선
    - 사쿠라기초역 - 간나이역 - 이시카와초역 - 야마테역
- 요코하마시 교통국(요코하마 시영 지하철)
  - 블루 라인
    - 사쿠라기초역 - 간나이역 - 이세자키초자마치역
- 게이힌 급행 전철
  - 본선
    - 히노데초역
- 요코하마 고속 철도
  - 미나토미라이선
    - 바샤미치역 - 니혼오도리역 - 모토마치·주카가이역